# 磯崎駅
磯崎駅（いそざきえき）は、茨城県ひたちなか市磯崎町にあるひたちなか海浜鉄道湊線の駅である。

## 概要
当駅はひたちなか市（旧・那珂湊市）に位置し、隣駅の阿字ヶ浦駅と共に酒列磯前神社の最寄り駅であり、駅周辺はさつまいも畑に囲まれ、さつまいもの生産と、干しいもの生産が盛んな地域である。

### 当駅における運行形態
- 上り（那珂湊・勝田方面）
  - 日中は概ね1時間に1-2本の列車（勝田行）が停車、当駅の最終列車は途中駅の那珂湊行である[3]。
- 下り（阿字ヶ浦方面）
  - 日中は上り同様、概ねに1時間に1-2本の列車が停車する[3]。

## 歴史
開業時は終点であった。那珂湊駅に車庫があったがこの周辺の水質が良いことから1925年に機関庫、給水塔、石炭台が設置された。

### 年表
- 1924年（大正13年）9月3日：湊鉄道那珂湊 - 当駅間開業とともに設置[5]。
- 1928年（昭和3年）7月17日：阿字ヶ浦まで延伸開業（全通）[6]。
- 1944年（昭和19年）8月1日：交通統合により、茨城交通の駅となる。
- 1970年（昭和45年）10月1日：車扱貨物の取り扱いを廃止[7]。
- 1977年（昭和52年）12月16日：無人化、自動券売機設置[7]。
- 2008年（平成20年）4月1日：茨城交通が湊線をひたちなか海浜鉄道に移管。ひたちなか海浜鉄道の駅となる。

## 駅構造
単式1面1線のホームを持つ無人駅である。駅付近はカーブがかかっており、ホームもカーブになっている。
比較的遅くまで蒸気機関車時代の給水塔が残っており、1990年以降に駅周辺が整地された。
2021年には美乃浜学園駅開業に合わせた改修として、ホームへの転落防止柵および上屋の設置、列車非常停止警報装置の新設が行われた。

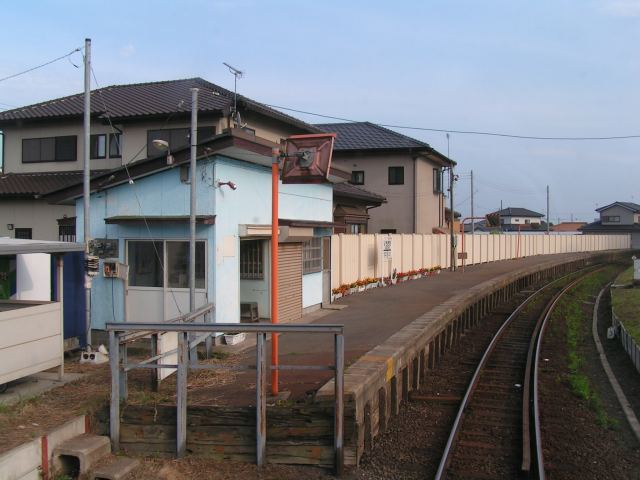
ホーム（2005年8月）
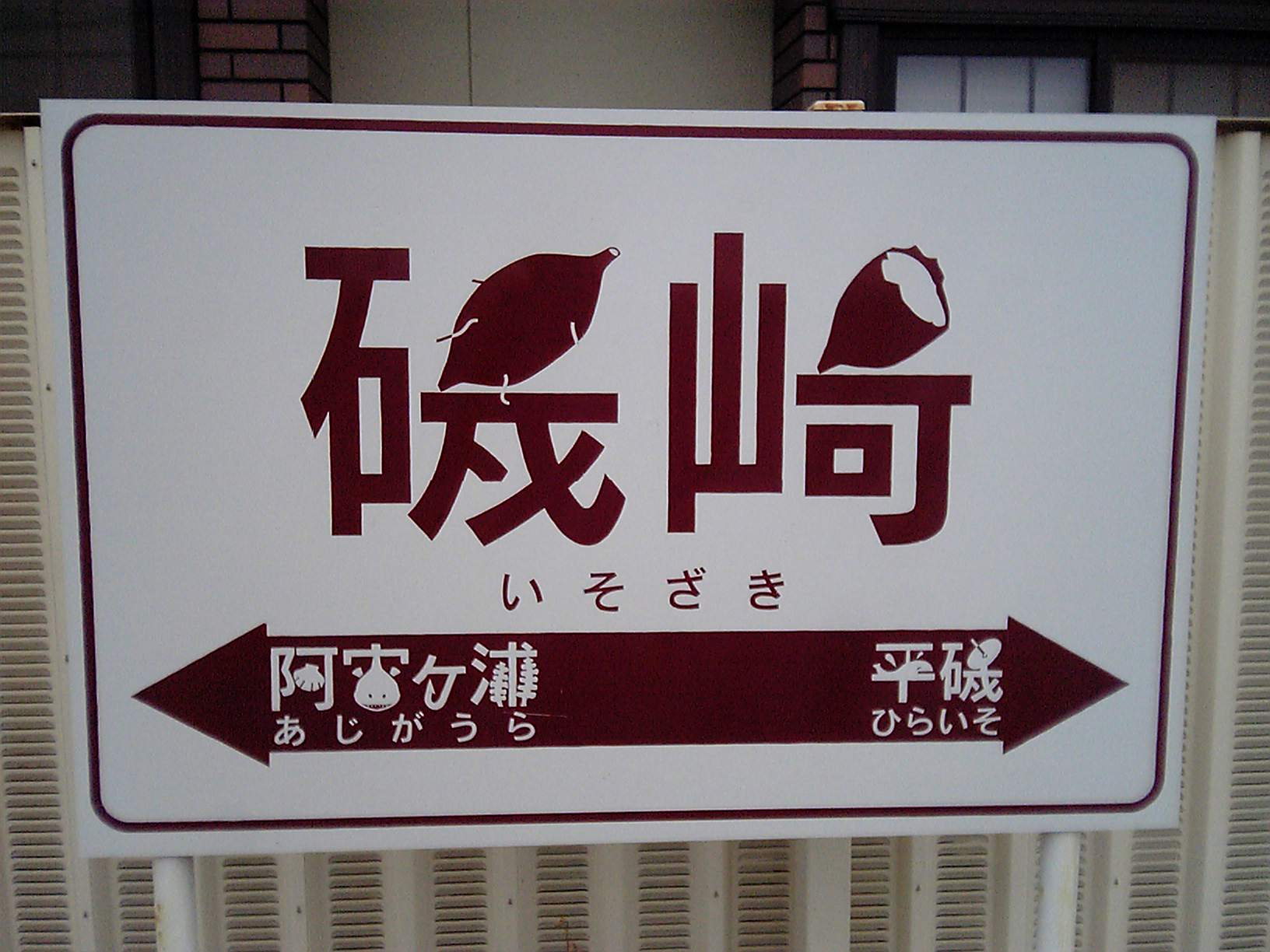
駅名標

## 利用状況
- 磯崎駅の利用状況の変遷を下表[9]に示す。
  - 輸送実績（乗車人員）の単位は人であり、年度での総計値を示す。年度間の比較に適したデータである。
  - 表中、最高値を赤色で、最高値を記録した年度以降の最低値を青色で、最高値を記録した年度以前の最低値を緑色で表記している。

| 年 度              | 当駅分輸送実績（乗車人員）：人／年度 | 当駅分輸送実績（乗車人員）：人／年度 | 当駅分輸送実績（乗車人員）：人／年度 | 当駅分輸送実績（乗車人員）：人／年度 | 特 記 事 項 |
| ------------------ | ------------------------------------ | ------------------------------------ | ------------------------------------ | ------------------------------------ | ----------- |
| 年 度              | 通勤定期                             | 通学定期                             | 定期外                               | 合 計                                | 特 記 事 項 |
| 2000年（平成12年） |                                      |                                      |                                      | 40,386                               |             |
| 2001年（平成13年） |                                      |                                      |                                      | 37,533                               |             |
| 2002年（平成14年） |                                      |                                      |                                      | 38,124                               |             |
| 2003年（平成15年） |                                      |                                      |                                      | 38,670                               |             |
| 2004年（平成16年） |                                      |                                      |                                      | 37,653                               |             |
| 2005年（平成17年） |                                      |                                      |                                      | 34,050                               |             |
| 2006年（平成18年） |                                      |                                      |                                      | 34,646                               |             |
| 2007年（平成19年） |                                      |                                      |                                      | 33,205                               |             |
| 2008年（平成20年） |                                      |                                      |                                      | 34,117                               |             |
| 2009年（平成21年） |                                      |                                      |                                      | 35,040                               |             |
| 2010年（平成22年） |                                      |                                      |                                      | 35,770                               |             |
| 2011年（平成23年） |                                      |                                      |                                      | 30,378                               |             |
| 2012年（平成24年） |                                      |                                      |                                      | 35,445                               |             |
| 2013年（平成25年） |                                      |                                      |                                      | 37,595                               |             |
| 2014年（平成26年） |                                      |                                      |                                      | 41,975                               |             |
| 2015年（平成27年） |                                      |                                      |                                      | 44,165                               |             |
| 2016年（平成28年） |                                      |                                      |                                      | 43,070                               |             |
| 2017年（平成29年） |                                      |                                      |                                      | 44,909                               |             |
| 2018年（平成30年） |                                      |                                      |                                      | 45,260                               |             |
| 2019年（令和元年） |                                      |                                      |                                      | 43,800                               |             |

## 駅周辺
- 磯崎郵便局
- ひたちなか市立磯崎小学校

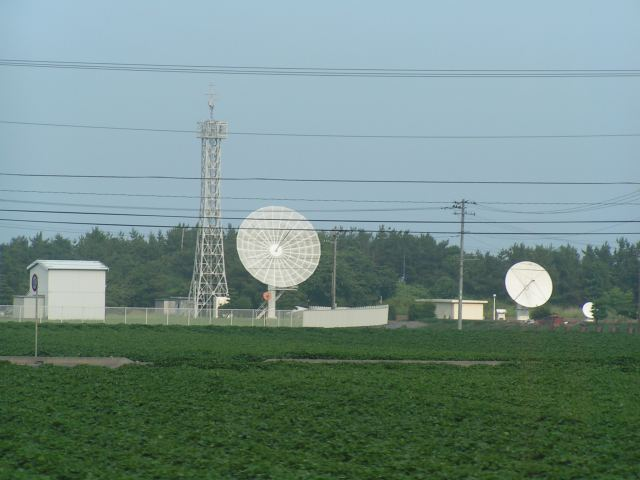
平磯太陽観測センター（2005年8月）

- 情報通信研究機構平磯太陽観測センター - 徒歩15分

## バス路線
| 乗場                             | 系統         | 主要経由地                                   | 行先     | 運行会社             | 備考 |
| -------------------------------- | ------------ | -------------------------------------------- | -------- | -------------------- | ---- |
|                                  | 那珂湊コース | 阿字ヶ浦駅・海浜公園西口・県営西十三奉行団地 | 那珂湊駅 | スマイルあおぞらバス |      |
| 平磯南町・那珂湊駅・おさかな広場 | 那珂湊コース | 那珂湊駅                                     |          | スマイルあおぞらバス |      |

## 隣の駅
ひたちなか海浜鉄道
■湊線
美乃浜学園駅 - 磯崎駅 - 阿字ヶ浦駅